# Things We Like
Things We Like – jazzowy album Jacka Bruce'a nagrany w 1968 i wydany w 1970 r.

## Historia i charakter albumu
Things We Like był drugim wydanym albumem firmowanym własnym nazwiskiem przez Jacka Bruce'a. Jednak był to jego pierwszy nagrany, jeszcze w sierpniu 1968 r., album. Przeleżał on na półce do 1970 r. Był nagrywany, gdy grupa Cream dawała ostatnią serię koncertów.
Główną ideą Bruce'a było więc nagranie płyty z materiałem muzycznym, który byłby całkowicie odmienny od  muzyki grupy Cream. Dlatego muzyk zdecydował się na jedyny w swojej karierze album instrumentalny oraz całkowicie jazzowy. Nie był to nawet jazz rock, którego można by oczekiwać, ale jazz wyrosły z bebopu i free jazzu.
Żeby jeszcze bardziej podkreślić odrębność, jako swój instrument wybrał kontrabas, a nie gitarę basową, której był przecież wirtuozem.
Do nagrania albumu wybrał znanych mu już muzyków. Grał z nimi w grupie Graham Bond Organisation i byli nimi: saksofonista Dick Heckstall-Smith, perkusista Jon Hiseman i gitarzysta John McLaughlin. Wszyscy byli przede wszystkim muzykami jazzowymi, więc nagranie jazzowego albumu nie było dla nich problemem. Johna McLaughlina Bruce zobaczył na ulicy i zaprosił do studia.
McLaughlin przyjął ofertę, gdyż właśnie otrzymał zaproszenie do nowej grupy Tony'ego Williamsa Lifetime i nie miał pieniędzy na podróż do Stanów Zjednoczonych. W tej grupie Williamsa pojawił się później także i Jack Bruce.
Prawie cały materiał muzyczny albumu został skomponowany przez Jacka Bruce'a, gdy miał 11 lat.
Ze względu na nagrany materiał muzyczny, album nie miał charakteru komercyjnego, dlatego firma odłożyła go na półkę. Po spóźnionym wydaniu nie wszedł na żadną z list przebojów.

## Muzycy
- Jack Bruce – kontrabas
- Jon Hiseman – perkusja
- Dick Heckstall-Smith – saksofon tenorowy i saksofon sopranowy
- John McLaughlin – gitara

## Spis utworów
B – utwór bonusowy
| 1.  | Over the Cliff                                              | 2:49  |
|     |                                                             |       |
| 2.  | Statues                                                     | 7:21  |
|     |                                                             |       |
| 3.  | Sam Enchanted Dick/Sam's Sack[a]/Rill's Thrills[b] (medley) | 7:17  |
|     |                                                             |       |
| 4.  | Born to Be Blue[c]                                          | 4:13  |
|     |                                                             |       |
| 5.  | HCKHH Blues[d]                                              | 8:54  |
|     |                                                             |       |
| 6.  | Ballad for Arthur                                           | 7:28  |
|     |                                                             |       |
| 7.  | Things We Like                                              | 3:28  |
|     |                                                             |       |
| B1. | Ageing Jack Bruce, Three, from Scottland, England[e]        | 5:19  |
|     |                                                             |       |
|     |                                                             | 46:49 |
|     |                                                             |       |

## Opis płyty
Oryginalny album
- Producent – Jack Bruce
- Studio – IBC Studios, Londyn
- Data sesja – sierpień 1968
- Fotografia na okładce – Roger Brown
- Projekt artystyczny – Hamish & Gustav

Wznowienie
- Producent – Mark Powell
- Miksowanie z oryginalnej taśmy – Paschal Byrne
- Studio – The Audio Archiving Company, Londyn
- Data miksowania – listopad 2002
- Koordynator projektu – Joe Black dla Universal Music Company
- Opakowanie CD – Phil Smee w Waldo's Design & Dream Emporium
- Czas

oryg. – 41:30
wznow. – 46:49
- Firma nagraniowa

Polydor (WB)
ATCO (USA)
- Oryginalny numer katalogowy –

Polydor 2343 033
ATCO SD 33-349
- Nr katalogowy wznowienia – 065 604-2